# تلمبه دادمراد روی‌دل فاریاب
تلمبه دادمراد روی‌دل فاریاب، روستایی در دهستان گلاشکرد بخش مرکزی شهرستان فاریاب در استان کرمان ایران است.

## جمعیت
بر پایه سرشماری عمومی نفوس و مسکن در سال ۱۳۹۵، جمعیت این روستا برابر با ۱۴۹ نفر (۴۱ خانوار) بوده‌است.